# Tomás Nistal Fernández
Tomás Nistal Fernández (Valladolid, 31 d'agost de 1948) va ser un ciclista espanyol, que fou professional entre 1973 i 1977. Aconseguí victòries en diferents curses d'etapes com la Volta a Aragó o la Setmana Catalana.
Com a amateur va prendre part en els Jocs Olímpics de Múnic de 1968, en la prova de ruta.

## Palmarès
- 1972
  - Vencedor d'una etapa a la Volta a Polònia
  - Vencedor de 3 etapes a la Volta a Navarra
- 1973
  - Vencedor d'una etapa a la Volta a Aragó
- 1974
  - Vencedor d'una etapa a la Vuelta a los Valles Mineros
  - Vencedor d'una etapa a la Volta a Cantàbria
  - Vencedor d'una etapa a la Volta a Mallorca
  - Vencedor d'una etapa als Tres Días de Leganés
- 1975
  - Vencedor de 2 etapes a la Vuelta a los Valles Mineros
  - Vencedor de 3 etapes a la Volta a Aragó
  - Vencedor d'una etapa a la Volta a Astúries
- 1976
  - 1r al Gran Premi de València
  - Vencedor d'una etapa a la Setmana Catalana

### Resultats a la Volta a Espanya
- 1976. Abandona